# Mabelia
Mabelia is een geslacht van wantsen uit de familie van de Miridae (Blindwantsen). Het geslacht werd voor het eerst wetenschappelijk beschreven door George Willis Kirkaldy in 1903.

## Soorten
Het genus bevat de volgende soorten:

- Mabelia columbiensis Carvalho, 1974
- Mabelia hirtula (Berg, 1892)
- Mabelia mexicana Carvalho & Schaffner, 1974
- Mabelia pulcherrima Kirkaldy, 1903